# Шамотульский повет
Шамоту́льский пове́т (пол. Powiat szamotulski) — повет (район) в Польше, входит как административная единица в Великопольское воеводство; образован 1 января 1999 года. Центр повета — город Шамотулы. Занимает площадь 1119,55 км². Население — 90 133 человека (на 31 декабря 2015 года).

## Административное деление
- города: Обжицко, Остроруг, Пневы, Шамотулы, Вронки
- городские гмины: Обжицко
- городско-сельские гмины: Гмина Остроруг, Гмина Пневы, Гмина Шамотулы, Гмина Вронки
- сельские гмины: Гмина Душники, Гмина Казмеж, Гмина Обжицко

## Демография
Население повета дано на 31 декабря 2015 года.
| Перепись            | Всего | Мужчины | Женщины |
| ------------------- | ----- | ------- | ------- |
| Всего               | 90133 | 44218   | 45915   |
| Городское население | 42583 | 20494   | 22089   |
| Сельское население  | 47550 | 23724   | 23826   |

## Достопримечательности
- Стобница — огромный дворцово-замковый комплекс